# Artlenburg
Artlenburg è un comune mercato di 1.630 abitanti della Bassa Sassonia, in Germania.
Appartiene al circondario (Landkreis) di Luneburgo (targa LG) ed è parte della comunità amministrativa (Samtgemeinde) di Scharnebeck.

## Storia
- Nei pressi della città du firmato nel 1161 il famoso Privilegio di Artlenburg, con cui si favorivano i contatti commerciali tra i Gotlandi e i commercianti sassoni.
- La città dà il nome alla Convenzione di Artlenburg, con cui nel 1803 il ducato di Hannover si arrese alle truppe francesi.